# Бартелеми, Карл Макс
Карл Макс Дани Бартелеми (фр. Karl Max Dany Barthélémy; 27 октября 1986, Нджамена) — чадский футболист, нападающий. Выступал за сборную Чада.

## Биография
В начале карьеры играл на родине за «Турбийон», а также за камерунский «Котонспорт», оба клуба были в числе сильнейших в своих странах. В сезоне 2010/11 выступал за габонский «Миссиль», с которым стал чемпионом Габона и лучшим бомбардиром чемпионата с 20 голами. В следующем сезоне играл в Марокко за «Дифаа» и стал лучшим бомбардиром с 17 голами, а его клуб занял в чемпионате пятое место. Летом 2012 года перешёл в тунисский «Клуб Африкен», где за полгода провёл 11 матчей, ни разу не отличившись, затем дважды отдавался в аренду в свой бывший клуб «Дифаа», а также в габонский «Мунана», с последним стал вице-чемпионом Габона. В составе «Дифаа» — обладатель Кубка Марокко 2013 года.
В сезоне 2015/16 впервые играл за азиатский клуб — ливанский «Аль-Неджмех», стал третьим призёром чемпионата и обладателем Кубка Ливана. Затем играл в Малайзии за вторую команду «Перака» и в Индонезии за «Семен Паданг», однако эти клубы занимали места в нижней части таблицы. Также во второй половине 2010-х годов играл за клуб второго дивизиона Марокко «УСМ Айт-Меллул» и за египетский «Ногум Эль-Мостакбал».
В начале 2020-х годов вернулся на родину, где выступал за «Газель» и «Элект Спорт», в составе последнего в 2024 году принимал участие в африканских клубных турнирах.
Дебютировал в национальной сборной Чада 22 февраля 2007 года в товарищеском матче против Бенина. Первый гол забил 19 июня 2010 года в ворота сборной Нигера. Всего в 2007—2020 годах сыграл 24 матча и забил 2 гола за сборную, также провёл 6 неофициальных матчей, в которых забил один гол.